# Psychotria torbeciana
Psychotria torbeciana är en måreväxtart som först beskrevs av Ignatz Urban och Erik Leonard Ekman, och fick sitt nu gällande namn av Ined.. Psychotria torbeciana ingår i släktet Psychotria och familjen måreväxter. Inga underarter finns listade i Catalogue of Life.